# Katolicka nauka społeczna
Katolicka nauka społeczna (KNS) – nauczanie Kościoła katolickiego w kwestiach odnoszących się do zbiorowych problemów społeczności lub też całej ludzkości. Nauczanie to może być przedstawiane pod trzema określeniami: „społeczna nauka Kościoła” lub „doktryna społeczna Kościoła” oraz „nauczanie społeczne Kościoła”. Powstanie nauki społecznej Kościoła jest związane z encykliką Leona XIII Rerum novarum, która była odpowiedzią na zachodzące w XIX wieku przemiany społeczno-polityczne związane z powstaniem nowoczesnych społeczeństw.

## Zarys historyczny
Nazwa ta pierwszy raz użyta została w encyklice Quadragesimo anno Piusa XI z 1931, ale za głównego twórcę nauczania społecznego Kościoła katolickiego uważa się Leona XIII, który w 1891 roku wydał encyklikę Rerum novarum. KNS jest więc nauką stosunkowo młodą, ale tylko w sensie wyodrębnienia jej z całokształtu nauczania Kościoła.
Część KNS dotycząca najbiedniejszej części społeczeństwa bazuje na niektórych zapisach ze Starego Testamentu, jak również nauczaniu Jezusa Chrystusa, opisanym w Nowym Testamencie, takim jak np. zdanie „Zaprawdę, powiadam wam: Wszystko, co uczyniliście jednemu z tych braci moich najmniejszych, Mnieście uczynili”. Inną cechą szczególną katolickiej nauki społecznej jest sposób, w jaki KNS krytykowała (i krytykuje) społeczne i polityczne ideologie: komunizm, socjalizm, faszyzm, nazizm, kapitalizm i liberalizm. Wszystkie one w swojej czystej postaci zostały w swoim czasie potępione przez dokumenty programowe KNS, wydawane przez różnych papieży w różnych okresach historycznych.
Katolicka nauka społeczna z jednej strony przeciwstawia się etatyzmowi i nadmiernej koncentracji kompetencji i zasobów w rękach państwa, ale również sprzeciwia się nieograniczonemu kapitalizmowi i liberalizmowi.

## Definiowanie
- Definicja według ks. Franciszka Janusza Mazurka – Katolicka nauka społeczna jest nauką uniwersalną, teoretyczną i praktyczną, zajmuje się człowiekiem żyjącym we wspólnotach i społecznościach.
- Definicja według ks. Władysława Piwowarskiego – Katolicka nauka społeczna jest to nauczanie społeczne Kościoła katolickiego oraz oparta na nim naukowa refleksja uczonych specjalistów i działaczy katolickich.
- Definicja według ks. Tadeusza Borutki – Katolicka nauka społeczna to zespół twierdzeń i zasad, w świetle których można i należy poszukiwać rozwiązań praktycznych zagadnień współżycia społecznego oraz działalności politycznej i gospodarczej.[5]

## Działy KNS
Działy KNS według ks. Władysława Piwowarskiego:
- zagadnienia wstępne
- historia rozwoju
- kierunki filozofii społecznej
- etyka postawy życia społecznego
- katolicka etyka społeczna
- katolicka etyka gospodarcza

Działy KNS według Czesława Strzeszewskiego:
- filozofia społeczna – o charakterze czysto spekulatywnym
- katolicka etyka społeczna / społeczna teologia moralna – zawiera zasady ogólne
- etyka społeczna i społeczna teologia moralna stosowana – o charakterze praktycznym i aplikacyjnym

Ma ona charakter moralny – nie stanowi teorii stworzonej przez katolickich uczonych, nie jest wynikiem ich prac, opiera się na Bożym Objawieniu, którego przejawem są prawa naturalne i prawo objawione.

## Źródła
Jej źródła można podzielić na:
- materialne (dalsze):
  - prawo naturalne – poznajemy je za pomocą rozumu, jest wpisane w osobę ludzką; święty Tomasz z Akwinu rozróżnia tu:
    - zasady pierwsze – dla każdej kultury oczywiste, np. Nie zabijaj!
    - zasady dalsze (wtórne) – wynikające z pierwszych, zależne od tradycji konkretnych narodów

  - prawo objawione – zawarte w Piśmie Świętym i w Tradycji Kościoła
  - znaki czasu (dorobek człowieka oraz nauki)

- formalne (bliższe):
  - oficjalna nauka Kościoła:
    - orzeczenia soborów powszechnych i synodów
    - społeczne encykliki papieskie i inne wypowiedzi papieży oraz orzeczenia świętych kongregacji papieskich
    - kodeks prawa kanonicznego
    - listy pasterskie i inne wypowiedzi biskupów

  - wyniki dociekań naukowych uczonych katolickich

## Zasady KNS
Zasady społecznej nauki Kościoła, które opierają się na prawie naturalnym, znajdują potwierdzenie i umocnienie w wierze Kościoła i poprzez Ewangelię Chrystusa. Wśród nich można wyróżnić:
- moralne zasady życia społecznego
  - sprawiedliwość
  - miłość
- podstawowe zasady społeczne
  - dobro wspólne
  - pomocniczość
  - solidarność

## Główne kwestie
Konferencja Biskupów Katolickich USA wyróżniła 7 kwestii poruszanych przez katolicką naukę społeczną.

### Życie i godność ludzka
Fundamentalną zasadą KNS jest świętość ludzkiego życia oraz nienaruszalność godności istoty ludzkiej. Życie ludzkie musi być oceniane nieporównywalnie wyżej od rzeczy materialnych. Papież Jan Paweł II wielokrotnie wspominał o tej kwestii w jednej ze swoich głównych encyklik Evangelium Vitae (łac. Ewangelia Życia).
Akty atakujące i zagrażające ludzkiemu życiu, takie jak morderstwo, aborcja, eutanazja i inne, zawsze muszą spotykać się ze sprzeciwem katolików. W konstytucji duszpasterskiej powstałej podczas II soboru watykańskiego, zatytułowanej Gaudium et spes (Radość i Nadzieja), zapisano iż: Należy więc z największą troską ochraniać życie od samego jego poczęcia.
Wojnie i karze śmierci należy sprzeciwiać się w prawie każdym przypadku. Wyjątkiem jest sytuacja, gdy jest to praktycznie jedyna droga do obrony życia ludzkich istnień przed agresorem. Zarówno wojna, jak i kara śmierci muszą być w takim przypadku ostatecznością.
Konkretnie, zbrojna walka dopuszczalna jest tylko wtedy, gdy doszło już do agresji (dany naród został zaatakowany) lub wyczerpane już zostały wszystkie inne środki rozwiązywania sporu międzypaństwowego, bądź okazały się niemożliwe do zastosowania. Nawet naród będący ofiarą agresji jest wtedy zobowiązany do takiego prowadzenia walki, aby samemu nie uczynić większego zła, niż to, które wyrządził mu agresor.
Dodatkowo, każdy człowiek, stworzony na obraz i podobieństwo Boga, posiada przyrodzoną godność, która musi być szanowana. Każda ludzka istota Człowiek jest powołany do pełni życia, która przekracza znacznie wymiary jego ziemskiego bytowania, ponieważ polega na uczestnictwie w życiu samego Boga. Z tego powodu KNS sprzeciwia się rasizmowi i innym formom dyskryminacji.

### Rodzina, wspólnota, uczestnictwo
Zaraz po stworzeniu Adama, Pan Bóg rzekł: „Nie jest dobrze, żeby mężczyzna był sam, uczynię mu zatem odpowiednią dla niego pomoc”. Kościół katolicki naucza, iż człowiek jest istotą społeczną, a rodzina jest pierwszą i podstawową jednostką społeczną. Rodziny razem tworzą wspólnotę, a wspólnoty tworzą naród. Jednocześnie zaś wszyscy ludzie zamieszkujący ziemię, są częścią wspólnej rodziny rodzaju ludzkiego. To, w jaki sposób wspólnoty te zorganizują się politycznie, ekonomicznie i socjalnie, jest sprawą najwyższej wagi. Każda z instytucji w ten sposób powstałych musi zostać oceniona ze względu na to, jaki wpływ ma na życie i godność osoby ludzkiej.
KNS sprzeciwia się kolektywistycznemu podejściu, takiemu jakie prezentuje np. komunizm. Jednocześnie odrzuca niczym nieskrępowany leseferyzm, zakładający iż wolny rynek gwarantuje sprawiedliwość. Państwo ma pozytywną moralnie rolę do odegrania, ponieważ żadne społeczeństwo nie osiągnie sprawiedliwego i odpowiedniego podziału dóbr, jeżeli będzie nim rządził całkowicie wolny rynek. Wszyscy ludzie mają prawo do udziału w ekonomicznym, politycznym i kulturalnym życiu społeczeństwa. Ważną kwestią jest także subsydiarność – człowiekowi powinny pomagać wspólnoty coraz wyższych szczebli, a jeżeli te nie są w stanie tego dokonać, wówczas powinno to czynić państwo.

### Prawa i obowiązki
Każda osoba ma fundamentalne prawo do życia i do zaspokojenia podstawowych potrzeb. Każdy człowiek ma prawo do tego, co potrzebne mu jest do prowadzenia godnego życia, do zatrudnienia, opieki zdrowotnej i edukacji.
Kościół popiera własność prywatną i naucza, iż celem, ku któremu bezpośrednio zmierza pracownik, jest zdobycie dobra materialnego i posiadania go wyłącznie jako swoje i własne. Prawo do nienaruszalności własności prywatnej nie jest bezwzględnie obowiązujące. Teoretycznie jest rzeczą moralną i sprawiedliwą zniszczenie cudzej własności, jeżeli jest ona używana w celu szerzenia zła. Dopuszczalna jest także np. państwowa redystrybucja dóbr uzyskanych od osób, które je zagrabiły.

### Szacunek dla biednych i słabych
Jezus nauczał, iż w dniu Sądu Ostatecznego Bóg zapyta każdego z nas, co uczynił, by pomóc biednym i potrzebującym. Z tego powodu KNS stwierdza, iż katolicy powinni modlić się za biednych, okazywać im łaskę, solidarność i współczucie. Państwo powinno zwracać w swoich poczynaniach uwagę przede wszystkim na najbiedniejszą część swego społeczeństwa.

### Godność pracy i prawa pracownicze
Społeczeństwo musi dążyć do sprawiedliwości ekonomicznej, a gospodarka musi służyć ludziom, nie na odwrót. Robotnicy mają prawo do pracy, aby zarobić na życie, jak również do zakładania związków zawodowych w celu ochrony własnych interesów. Wszyscy pracujący mają prawo do godnych i sprawiedliwych płac oraz bezpiecznych warunków pracy.
Pracownicy muszą „w pełni i wiernie” wykonywać pracę, której się podjęli, a pracodawcy muszą wystrzegać się, by nie robili uszczerbku w mieniu proletariuszy zarówno gwałtem, jak podstępem i lichwą, a to tym więcej, że robotnicy mniej są zdolni do samoobrony, a ich mienie im szczuplejsze, tym świętszym być powinno.

### Solidarność
Solidarność jest niewątpliwie cnotą chrześcijańską. Już w dotychczasowym rozważaniu można było dostrzec liczne punkty styczne pomiędzy nią a miłością, znakiem rozpoznawczym uczniów Chrystusa. Solidarność jest jednością, która łączy członków grupy.
Wszyscy ludzie na ziemi należą do jednej ludzkiej rodziny. Musimy być „stróżami naszych braci”, pomimo że może nas dzielić odległość, język lub kultura. Jezus nauczał, iż ludzie muszą kochać swoich sąsiadów, jak i samych siebie, a na przykładzie przypowieści o dobrym Samarytaninie wskazuje, iż nasze współczucie musi zostać rozszerzone na wszystkich ludzi.
Solidarność na poziomie międzynarodowym może się odnosić do tzw. biednego Południa. Kościół katolicki w wielu przypadkach opowiadał się za umorzeniem długów najbiedniejszych krajów, np. w czasie obchodów Roku Jubileuszowego. Dobroczynność dla grup lub pojedynczych osób musi być połączona ze zmianami całych tzw. niesprawiedliwych struktur społecznych.

### Troska o stworzenia Boże
Bóg stworzył świat dla człowieka, który jest jego najlepszym tworem. Z tego względu może korzystać z dóbr Ziemi. Ale musi czynić to z szacunkiem dla natury i w sposób racjonalny. Na człowieku spoczywa także odpowiedzialność za ochronę środowiska naturalnego. Człowiek został panem „wszelkiego stworzenia”, ale w zamian za to musi dbać o boskie dzieło, które Pan mu przekazał. KNS odrzuca mentalność nastawioną tylko na konsumpcję, jako obrażającą Boga.

## Historia
Zasady KNS, choć w wielu przypadkach starsze, po raz pierwszy zostały usystematyzowane w późnych latach XIX wieku. Od tego czasu kolejni papieże dodawali nowe treści i rozwijali naukę społeczną Kościoła, wydając głównie kolejne encykliki.

### Leon XIII
15 maja 1891 roku papież Leon XIII wydał encyklikę Rerum novarum, o podtytule „O kwestii robotniczej”. W tym dokumencie Leon XIII zawarł odpowiedź Kościoła katolickiego na społeczną niestabilność i konflikty wokół pracy, jakie pojawiły się u progu ery industrializacji i doprowadziły do powstania socjalizmu. Papież nauczał, iż rolą państwa jest promowanie sprawiedliwości społecznej, poprzez ochronę praw, podczas gdy Kościół musi mówić o sprawach społecznych, w celu poprawy socjalnych warunków i zapewnienia harmonii klasowej. Kościół uznawał konieczność istnienia własności prywatnej, ale wolna gra sił rynkowych musi być ograniczana przez względy moralne:
Otóż w tworzeniu tych dóbr praca proletariatu jest tak skuteczną, jak i konieczną, czy to w rolnictwie czy w fabrykach. Co więcej, praca ma tutaj taką płodność i taką skuteczność, że bez wahania można powiedzieć, iż praca robotników jest jedynym źródłem bogactw państwa. Przykazaniem więc sprawiedliwości jest publiczna opieka nad pracownikami taka, by z tego co do dobra publicznego dorzucają, tyle przynajmniej z powrotem otrzymywali, iżby sobie zapewnili mieszkanie, odzienie i środki żywności, i by w ten sposób łatwiej mogli znosić uciążliwości życia. Stąd wniosek, że państwo winno popierać wszystko, co w jakikolwiek sposób może polepszyć dolę robotników. Nikomu ta opieka nad proletariatem nie zaszkodzi, a owszem pomoże wszystkim, w interesie bowiem państwa leży, aby nie byli narażeni na nędzę ci, którzy dla wszystkich wytwarzają dobra.
Rerum novarum ukazuje trudne położenie XIX-wiecznych robotników i potępia niczym nieograniczony kapitalizm. Pośród możliwych rozwiązań tej sytuacji wskazuje tworzenie związków zawodowych i wprowadzenie negocjacji zbiorowych, jako alternatywy dla interwencjonizmu państwowego. Encyklika wskazuje także na to, iż biedni mają specjalny status – Bóg stoi po stronie biednych, których otacza opieką. Podobnie winno postąpić państwo.

### Pius XI
40 lat po Rerum novarum i w ponad rok po rozpoczęciu się Wielkiego Kryzysu, papież Pius XI wydał Quadragesimo anno o podtytule „O odnowieniu ustroju społecznego”. Wydana 15 maja 1931 roku, rozszerzała ona Rerum novarum, zauważając pozytywne skutki pojawienia się tamtego dokumentu i zaznaczając jednocześnie, iż świat zmienił się znacznie od czasów Leona XIII. Pius XI powtórzył obronę własności prywatnej i prawo do negocjacji zbiorowych, a także powtórzył iż ślepe prawa ekonomiczne nie stworzą sprawiedliwego społeczeństwa:
Jak jedności społeczeństwa ludzkiego nie można zasadzać na walce „klas”, tak właściwego porządku życia gospodarczego nie można zdawać na wolną konkurencję. Z tego nieporozumienia wypłynęły jak ze źródła zatrutego wszystkie błędy „indywidualistycznej” ekonomii; puściwszy w niepamięć lub zapoznawszy społeczny i moralny charakter gospodarstwa, sądziła ona, że władza państwowa życie gospodarcze za dziedzinę samoistną zupełnie i niezależną uważać i do niej mieszać się nie powinna z tego powodu, że życie gospodarcze posiada na rynku, to jest w wolnej konkurencji zasadę organizacyjną, kierującą nim o wiele sprawniej, niżby się to przez świadome wtrącenie się ludzi stać mogło. Ale współzawodnictwo wolne, aczkolwiek w słusznych utrzymane granicach uzasadnionym i bez wątpienia jest pożytecznym, życia gospodarczego zupełnie uregulować nie zdoła; wykazało się to aż nadto przekonywająco, skoro zgubne teorie indywidualistyczne zaczęto wprowadzać w życie. Pilna zatem powstaje potrzeba ponownego poddania życia gospodarczego prawdziwej i skutecznej zasadzie organizacyjnej.
Encyklika ta wspierała także interwencje państwa, mające charakter mediacji w konfliktach pracowników z kierownictwem i wprowadziła koncepcję subsydiarności (pomocniczości) do myśli katolickiej.

### Jan XXIII
Dalszy rozwój KNS przypadł na okres po II wojnie światowej, kiedy to zajmowała się ona głównie problemami społecznego i ekonomicznego rozwoju oraz stosunków międzynarodowych. 15 maja 1961 roku papież Jan XXIII wydał encyklikę Mater et magistra, o podtytule „O współczesnych przemianach społecznych w świetle nauki chrześcijańskiej”, Ten dokument rozszerzał naukę społeczną Kościoła na stosunki pomiędzy bogatymi a biednymi narodami, nakazując tym pierwszym pomoc, przy zachowaniu szacunku dla kultury uboższych nacji. 11 kwietnia 1963 papież Jan wydał Pacem in terris (łac. Pokój na ziemi), pierwszą encyklikę adresowaną zarówno do katolików, jak i nie-katolików. W dokumencie tym papież połączył zapewnienie ogólnoświatowego pokoju z ustanowieniem odpowiednich stosunków i przyznanie takowych praw ludziom, grupom społecznym i państwom. Wierni zostali wezwani przez papieża do brania udziału w życiu politycznym i społecznym swoich wspólnot:
W tym miejscu wzywamy ponownie Naszych Synów do chętnego uczestniczenia w sprawach publicznych oraz do współdziałania w zwiększaniu dobrobytu całej ludzkości i swoich krajów. Powinni oni również, oświeceni światłem chrześcijaństwa i powodowani miłością, dążyć do tego, aby instytucje gospodarcze, społeczne, naukowe i kulturalne nie tylko nie przeszkadzały ludziom, lecz dopomagały im do stawania się coraz lepszymi tak w porządku spraw przyrodzonych, jak i nadprzyrodzonych.
Encyklika ta, wydana w czasie zimnej wojny, zawierała także potępienie nuklearnego wyścigu zbrojeń i wezwanie do wzmocnienia Organizacji Narodów Zjednoczonych.

### Sobór Watykański II
Papież Jan XXIII zwołał II sobór watykański, który obradował nad wieloma sprawami w czasie swoich czterech sesji w latach 1962–1965. Papież Jan nie dożył końca tych obrad, zmarł w 1963, a zastąpił go Paweł VI. Głównym dokumentem będącym rezultatem rozważań członków soboru, jest konstytucja duszpasterska Gaudium et Spes, „Konstytucja duszpasterska o Kościele w świecie współczesnym”. Inaczej niż wcześniejsze pozycje, jest ona wyrazem stanowiska wszystkich biskupów i podejmuje szereg znaczących kwestii. Konstytucja ta podkreśla fundamentalną godność każdej ludzkiej istoty, a także deklaruje solidarność Kościoła z wszystkimi tymi, którzy cierpią, lub którzy będą cierpieli:
Radość i nadzieja, smutek i trwoga ludzi współczesnych, zwłaszcza ubogich i wszystkich cierpiących, są też radością i nadzieją, smutkiem i trwogą uczniów Chrystusowych; i nie ma nic prawdziwie ludzkiego, co nie miałoby oddźwięku w ich sercu. Ich bowiem wspólnota składa się z ludzi, którzy zespoleni w Chrystusie prowadzeni są przez Ducha Świętego w swym pielgrzymowaniu do Królestwa Ojca, i przyjęli orędzie zbawienia, aby przedstawiać je wszystkim. Z tego powodu czuje się ona naprawdę ściśle złączona z rodzajem ludzkim i jego hierarchią.
Innym ważnym dokumentem był Dignitatis Humanae, napisany w większości przez amerykańskiego jezuitę Johna Courtneya Murraya, którego zapatrywania na kwestie wolności religijnej nie były dopuszczane do głosu przed II soborem watykańskim. Dignitatis... wywarło spory wpływ na nauczanie społeczne Kościoła na temat kwestii innych wyznań.

### Paweł VI
Podobnie jak jego poprzednik, Paweł VI zwrócił uwagę na nierówności w podziale bogactw i w rozwoju pomiędzy zindustrializowanym Zachodem i Trzecim Światem:
Wszechstronny rozwój jednostek winien łączyć się z rozwojem ludzkości dokonywanym wzajemnym wysiłkiem.
Wydana 26 marca 1967 roku encyklika Populorum progressio („Rozwój Ludów”) stwierdza m.in., iż wolny handel międzynarodowy nie jest narzędziem adekwatnym do zlikwidowania nierówności o których była wcześniej mowa. Dokument popiera także rolę organizacji międzynarodowych w likwidowaniu tego problemu. Papież wzywa bogate narody do wypełnienia ich moralnego obowiązku względem biednych narodów, wskazując na związek pomiędzy rozwojem ekonomicznym a pokojem. Jednak rolą Kościoła nie jest zajmować którąkolwiek ze stron, ale obrona podstawowej ludzkiej godności:
Dlatego Kościół Chrystusowy, mając bardzo wielkie doświadczenie w sprawach ludzkich i będąc jak najdalszym od mieszania się do rządów państw, zmierza tylko ku jednemu, a mianowicie, by pod kierownictwem Ducha Świętego Pocieszyciela prowadzić dalej dzieło samego Chrystusa, który przyszedł na świat, żeby dać świadectwo prawdzie (por. J 18, 37), żeby zbawiać, a nie sądzić, żeby służyć, a nie żeby jemu służono” (por. J 3, 17; Mt 20, 28; Mk 10, 45). A ponieważ Kościół po to został założony, aby już tu na ziemi tworzył królestwo niebieskie, nie zaś, by posiadał panowanie ziemskie, stwierdza on otwarcie, że istnieją dwie odrębne od siebie władze, a każda z nich – kościelna mianowicie i cywilna – jest w swoim porządku suwerenna. Znajdując się jednak w rzeczywistości pomiędzy ludźmi, Kościół ma obowiązek badać znaki czasów i wyjaśniać je w świetle Ewangelii. Stąd, łącząc się z ludźmi w ich najlepszych dążeniach i bolejąc nad tym, że ich nadzieje często są daremne, Kościół pragnie im pomagać w osiągnięciu największego rozkwitu i w tym celu przedkłada im to, co jemu jednemu jest właściwe, a mianowicie: uniwersalne spojrzenie tak na człowieka, jak i na sprawy ludzkie.
W maju 1971 roku list apostolski Octogesima Adveniens poruszał tematy zmian urbanizacyjnych, biedy i podkreśla osobistą odpowiedzialność chrześcijan za szerzenie się niesprawiedliwości. Na dziesiątą rocznicę soboru Paweł VI wydał encyklikę Evangelii Nuntiandi (łac. „Ewangelizacja Współczesnego Świata”) (26 października 1975). Stwierdził w niej, iż zwalczanie niesprawiedliwości jest częścią ewangelizacji współczesnych ludów.

### Jan Paweł II
Jan Paweł II, który został papieżem w 1978, kontynuował idee swego poprzednika, rozbudowując katolicką doktrynę społeczną. Szczególnie ważna była encyklika Laborem exercens z 1981 roku.
Rzeczą najważniejszą wydaje się to, ażeby człowiek pracujący poza swym ojczystym krajem, czy to jako stały emigrant, czy też w charakterze pracownika sezonowego, nie był w zakresie uprawnień związanych z pracą upośledzany w stosunku do innych ludzi pracy w danym społeczeństwie. Emigracja za pracą nie może w żaden sposób stawać się okazją do wyzysku finansowego lub społecznego. O stosunku do pracownika – imigranta muszą decydować te same kryteria, co w stosunku do każdego innego pracownika w tym społeczeństwie. Wartość pracy musi być mierzona tą samą miarą, a nie względem na odmienną narodowość, religię czy rasę. Tym bardziej nie może być wyzyskiwana sytuacja przymusowa, w której znajduje się emigrant. Wszystkie te okoliczności muszą stanowczo ustąpić – oczywiście przy uwzględnieniu szczegółowych kwalifikacji – wobec podstawowej wartości pracy, która związana jest z godnością ludzkiej osoby. Trzeba przypomnieć tu raz jeszcze podstawową zasadę: hierarchia wartości, głęboki sens samej pracy domaga się, by kapitał służył pracy, a nie praca kapitałowi.
Starając się nie popierać żadnej z politycznych partii, Kościół wskazuje na to, iż jego nauczanie stosuje się do publicznej (politycznej) rzeczywistości, nie tylko do sfery prywatnej życia każdego wiernego.

## Encykliki i ważne dokumenty doktrynalne KNS
Na polecenie Jana Pawła II Papieska Rada Iustitia et Pax opracowała, i w roku 2004 opublikowała, dokument zatytułowany Kompendium nauki społecznej Kościoła w celu wyłożenia – w sposób syntetyczny i wyczerpujący – nauczania społecznego Kościoła. Poniżej zestawione są najważniejsze dokumenty społecznego nauczania Kościoła:
- encyklika Diuturnum Illud o pochodzeniu władzy cywilnej (Leon XIII, 29 czerwca 1881)
- encyklika Immortale Dei o chrześcijańskim ustroju państwa (Leon XIII, 1 listopada 1885)
- encyklika Libertas praestantissimum o wolności ludzkiej (Leon XIII, 20 czerwca 1888)
- encyklika Sapientiae christianae o obowiązkach społecznych chrześcijan (Leon XIII, 10 stycznia 1890)
- encyklika Rerum novarum o położeniu klasy robotniczej (Leon XIII, 15 maja 1891)
- encyklika E supremi apostolatus o odnowieniu wszystkich rzeczy w Chrystusie (Pius X, 4 października 1903)
- encyklika Il fermo proposito o Akcji Katolickiej we Włoszech (Pius X, 11 czerwca 1905)
- encyklika Pacem, Dei munus pulcherrimum o pokoju i pojednaniu chrześcijańskim (Benedykt XV, 23 maja 1920)
- encyklika Ubi arcano Dei consilio o poszukiwaniu pokoju Chrystusa w królestwie Chrystusa (Pius XI, 23 grudnia 1922)
- encyklika Quadragesimo anno o odnowie porządku społecznego (Pius XI, 15 maja 1931)
- encyklika Non abbiamo bisogno o Akcji Katolickiej we Włoszech (Pius XI, 29 czerwca 1931)
- encyklika Acerba animi anxitudo o przykrym położeniu katolicyzmu w Republice Meksyku (Pius XI, 29 września 1932)
- encyklika Dilectissima nobis o niesprawiedliwym położeniu katolicyzmu w Hiszpanii (Pius XI, 3 czerwca 1933)
- encyklika Mit brennender Sorge o sytuacji Kościoła katolickiego w niemieckiej Rzeszy (Pius XI, 14 marca 1937)
- encyklika Divini Redemptoris o bezbożnym komunizmie (Pius XI, 19 marca 1937)
- encyklika Firmissimam Constantiam o sytuacji katolicyzmu w Meksyku (Pius XI, 28 marca 1937)
- encyklika Summi Pontificatus o solidarności ludzkiej i państwie totalitarnym (Pius XII, 20 października 1939)
- encyklika Optatissima pax o zachęcie do modlitwy o pokój społeczny i światowy (Pius XII, 18 grudnia 1947)
- encyklika Humani generis o pewnych fałszywych poglądach zagrażającym podstawom nauki katolickiej (Pius XII, 12 sierpnia 1950)
- encyklika Mater et magistra o rozwoju społecznym w świetle doktryny chrześcijańskiej (Jan XXIII, 15 maja 1961)
- encyklika Pacem in terris o pokoju między wszystkimi narodami opartym na prawdzie, sprawiedliwości, miłości i wolności (Jan XXIII, 11 kwietnia 1963)
- encyklika Populorum progressio (Paweł VI, 20 marca 1967)
- list apostolski Octogesima adveniens z okazji 80. rocznicy Rerum novarum (Paweł VI, 14 maja 1971)
- dokument synodalny Justice in the World o sprawiedliwości w świecie (Synod biskupów w Rzymie, 30 listopada 1971)
- deklaracja Konferencji Biskupów Ameryki Łacińskiej CELAM (Konferencja w Puebla, 1971)
- adhortacja apostolska Evangelii nuntiandi o ewangelizacji w świecie współczesnym (Paweł VI, 8 grudnia 1975)
- encyklika Redemptor hominis na początku posługi papieskiej (Jan Paweł II, 4 marca 1979)
- encyklika Laborem exercens o pracy ludzkiej z okazji 90. rocznicy Rerum novarum (Jan Paweł II, 14 września 1981)
- adhortacja apostolska Familiaris consortio o zadaniach rodziny chrześcijańskiej w świecie współczesnym (Jan Paweł II, 22 listopada 1981)
- encyklika Sollicitudo rei socialis z okazji 20. rocznicy Populorum progressio (Jan Paweł II, 30 grudnia 1987)
- adhortacja apostolska Christifideles laici o powołaniu i misji świeckich w Kościele i świecie 20 lat po Soborze Watykańskim II (Jan Paweł II, 30 grudnia 1988)
- encyklika Centesimus annus w 100. rocznicę Rerum novarum (Jan Paweł II, 1 maja 1991)
- katechizm Kościoła katolickiego (Jan Paweł II, 11 października 1992)
- encyklika Veritatis splendor o niektórych podstawowych problemach nauczania moralnego Kościoła (Jan Paweł II, 6 sierpnia 1993)
- encyklika Evangelium vitae o wartości i nienaruszalności życia ludzkiego (Jan Paweł II, 25 marca 1995)
- kompendium nauki społecznej Kościoła (Papieska Rada Iustitia et Pax, 29 czerwca 2004)
- encyklika Deus caritas est o miłości chrześcijańskiej (Benedykt XVI, 25 grudnia 2005)
- encyklika Caritas in veritate o integralnym rozwoju ludzkim w miłości i prawdzie (Benedykt XVI, 29 czerwca 2009)
- adhortacja apostolska Evangelii gaudium o głoszeniu Ewangelii we współczesnym świecie (Franciszek, 24 listopada 2013)
- encyklika Laudato si’ o trosce o wspólny dom (Franciszek, 18 czerwca 2015)
- adhortacja apostolska Gaudete et exsultate o powołaniu do świętości w świecie współczesnym (Franciszek, 19 marca 2018)
- deklaracja z Abu Zabi – Dokument o ludzkim braterstwie dla pokoju światowego i współistnienia (wspólnie podpisana przez papieża Franciszka i wielkiego imama Al-Azharr Ahmada Al-Tayyeb, 4 lutego 2019)
- encyklika Fratelli tutti o braterstwie i przyjaźni społecznej (Franciszek, 3 października 2020)